# 평택여객
평택여객(平澤旅客)은 경기도 평택시의 시내버스 회사로, 안성시의 시내버스 회사인 백성운수의 계열사이다.

## 역사
본래 성호여객자동차공사라는 상호로 평택 ~ 안중 구간의 시내버스와 시외버스를 운행하여 왔으나, 2004년에 시외버스 사업을 서해고속여객으로 양도한 후 시내버스 사업에만 주력하다가 2005년 8월 24일에 최종 부도처리되었다. 이후 한동안 노사분규와 파행운행을 겪다가 2006년 12월 20일 용인시 마을버스 운수업자에게 인수되어 시원교통으로 재창립되었으며, 2007년 백성운수가 인수하여 평택여객으로 상호를 바꾸었다. 2016년 6월 1일 일반좌석버스를 폐지하였다.

## 현황
2021년 1월 기준이다.
| 운행업체 | 보유 노선수 | 보유 노선수 | 보유 노선수 | 보유 노선수 | 보유 노선수 | 등록 대수 | 등록 대수 | 등록 대수 | 등록 대수 | 등록 대수 |
| -------- | ----------- | ----------- | ----------- | ----------- | ----------- | --------- | --------- | --------- | --------- | --------- |
| 운행업체 | 노선 합계   | 광역급행    | 직행좌석    | 일반좌석    | 시내일반    | 대수 합계 | 광역급행  | 직행좌석  | 일반좌석  | 시내일반  |
| 평택여객 | 54          | -           | -           | 1           | 53          | 88        | -         | -         | 5         | 83        |

## 버스 노선

### 도시형버스
- ● 80번: 죽백동 - 평택항 (2016년 6월 1일 노선 신설) (경기도 공공관리제 노선)
- ● 81-1번: 학현리 - 도곡리
- ● 82번: 안중리 - 권관리
- ● 83번: 학현리 - 원정리 (2015년 7월 20일 노선 신설)
- ● 84번: 안중리 - 신왕리
- ● 85번: 학현리 - 홍원리
- ● 86번: 학현리 - 신영리
- ● 91번: 죽백동 - 창내리
- ● 93번: 안중터미널 - 송화리
- ● 98번: 죽백동 - 평택항 (경기도 공공관리제 노선)
- ● 99번: 안중구터미널 - 기산리
- ● 300번: 숙성리 - 오성리
- ● 301-1번: 오성리 - 오성리
- ● 302번: 평택항 - 서정리역
- ● 310-1번: 안중터미널 - 죽백동
- ● 310-2번: 안중오거리 - 청북리
- ● 313번: 안중리 - 청북리
- ● 315번: 안중리 - 고잔리 (2018년 9월 3일 노선 신설)
- ● 320번: 안중터미널 - 죽백동 (2011년 10월 1일 노선 신설)
- ● 320-1번: 죽백동 - 양교리 (2011년 10월 1일 노선 신설)
- ● 810번: 죽백동 - 평택항
- ● 870번: 안중리 - 옥길리
- ● 1177번: 죽백동 - 평택지제역 (2018년 1윌 22일 노선 신설)
- ● 1199번: 죽백동 - 평택지제역 (2016년 7월 1일 노선 신설) (시내버스 공공관리제 대상 노선)
- ● 1451번: 평택시외버스터미널 - 서정리역 (2023년 7월 3일 노선 신설)
- ● 1731번: 죽백동 - 부영1차아파트 (2011년 10월 1일 노선 흡수 신설)
- ● 6396번: 안중터미널 - K55정문
- ● 6601번: 안중터미널 - 안중역 (2024년 11월 2일 노선 신설)
- ● 6881번: 안중역 - 평택항 (2024년 12월 20일 노선 신설)

### 일반좌석버스
- ● 8000번 안중터미널 ↔ 안중오거리 ↔ 고덕면태평아파트 ↔ 숙성리 ↔ 평택지제역 ↔ 평택역(AK프라자) (2019년 12월 23일 신설)

## 미운행 노선
- ● 55-1번: 안중 - 평택 - 공도 - 안성 (2012년 10월 폐지)
- ● 80-2번: 죽백동 - 송담지구 - 안중터미널
- ● 82-1번: 안중리 - 권관리 (2025년 2월 3일 폐지)
- ● 82-2번: 안중리 - 권관리 (2025년 2월 3일 폐지)
- ● 82-3번: 안중리 - 방축리 (2025년 2월 3일 폐지)
- ● 83-2번: 학현리 - 원정리 (2025년 2월 3일 폐지)
- ● 83-3번: 학현리 - 원정리 (2025년 2월 3일 폐지)
- ● 84-1번: 안중리 - 신왕리 (2025년 2월 3일 폐지)
- ● 84-2번: 안중리 - 신왕리 (2025년 2월 3일 폐지)
- ● 84-3번: 안중리 - 신왕리 (2025년 2월 3일 폐지)
- ● 84-4번: 안중리 - 신왕리 (2025년 2월 3일 폐지)
- ● 84-5번: 안중리 - 신왕리 (2025년 2월 3일 폐지)
- ● 85-1번: 학현리 - 홍원리 (2024년 12월 20일 폐지)
- ● 87번: 안중터미널 - 덕우리 (2025년 2월 3일 폐지)
- ● 87-3번: 학현리 - 옥길리 (2025년 2월 3일 폐지)
- ● 89번: 안중터미널 - 당거리 (2025년 2월 3일 폐지)
- ● 98번: 죽백동 - 평택항 (안중신터미널 경유)
- ● 90번~90-4번: 죽백동 - 양교, 토진, 백봉
- ● 92번: 안중터미널 - 평택항 (2016년 12월 1일 폐지)
- ● 92-1번: 학현리 - 평택항 (2024년 12월 20일 폐지)
- ● 920번, 920-1번: 안중 - 평택항 - 안중 - 청북 - 안중 (2015-06-22 ~ 2016-12-01)
- ● 94번: 죽백동 - 고덕동 (2023년 7월 9일 폐지)
- ● 94-1번: 죽백동 - 서정리역 (2023년 7월 9일 폐지)
- ● 95번: 용이동 - 평택호 (2010년경 백성운수에 양도)
- ● 310-3번: 안중신터미널 ~ 죽백동 (청북 경유, 2015년 7월 20일 ~ 2017년 12월 18일)
- ● 700번: 안성종합버스터미널 - 평택역 (2016년 4월 1일 백성운수에서 양도받은 노선)
- ● 800번: 안중신터미널 ~ 죽백동 (2012-04-01 ~ 2016-06-01)

## 보유 차량
전 차량이 하이거 버스와 현대자동차의 버스 차종으로 운행한다.
- 현대 뉴 카운티
- 현대 그린시티
- 현대 뉴 슈퍼 에어로시티
- 현대 저상 뉴 슈퍼 에어로시티
- 현대 일렉시티
- 현대 뉴 프리미엄 유니버스 엘레강스
- 하이거 하이퍼스